# Fuxi, Fujian
Fuxi (kinesiska: 富溪)  är en köping i sydöstra Kina. Den ligger i Zherong härad i staden Ningde i provinsen Fujian, omkring 130 kilometer nordost om provinshuvudstaden Fuzhou. Antalet invånare är 6 124. Befolkningen består av 2 802 kvinnor och 3 322 män. Barn under 15 år utgör 14,0 %, vuxna 15-64 år 71 %, och äldre över 65 år 14,0 %.